# Schizotymia
Schizotymia, temperament schizotymiczny – typ osobowości charakteryzujący się wyniosłością, oschłością, nerwowością, drażliwością, nieufnością w stosunku do ludzi i odgradzaniem się od innych.
Schizotymik według typologii Ernsta Kretschmera to człowiek oschły uczuciowo, zamknięty w sobie, drażliwy, nietowarzyski, nieśmiały oraz nadmiernie kontrolujący reakcje emocjonalne. Często jest niepraktyczny, woli dostosowywać świat do siebie, niż samemu dopasować się do rzeczywistości. Ludzie interesują go głównie jako materiał i możliwe narzędzia do realizacji jego własnych celów. Bywa uznawany za idealistę lub marzyciela.